# Sum 41
Sum 41 (читается «сам фоти-уан») — канадская рок-группа из города Эйджакс, Онтарио. Была образована в 1996 году, последний состав группы: Дерик Уибли (вокал, гитара, клавишные), Джейсон Маккаслин (бас-гитара, бэк-вокал), Том Такер (гитара, клавишные, бэк-вокал), Дэйв Бэкш (гитара, бэк-вокал) и Фрэнк Зуммо (барабаны, перкуссия, бэк-вокал).
В 1999 году Sum 41 подписали контракт с лейблом Island Records и выпустили свой первый EP, Half Hour of Power уже в 2000 году. В 2001 году группа выпустила свой дебютный альбом All Killer No Filler. Альбом достиг большого успеха благодаря своему первому синглу «Fat Lip», который занял первое место в чарте Billboard Modern Rock Tracks и до сих пор остаётся самым успешным синглом группы. Следующие синглы альбома «In Too Deep» и «Motivation» также достигли коммерческого успеха. Альбом All Killer No Filler стал платиновым в Соединённых Штатах и Великобритании и трижды платиновым в Канаде. В 2002 году группа выпустила альбом Does This Look Infected?, который также имел коммерческий и критический успех. Синглы «The Hell Song» и «Still Waiting» заняли высокие места в чартах.
Группа выпустила свой следующий альбом Chuck, в 2004 году, который возглавили синглы «We're All to Blame» и «Pieces». Альбом оказался успешным, заняв десятое место в Billboard 200. В 2007 году группа выпустила альбом Underclass Hero, который был воспринят неоднозначно, но стал самым рейтинговым альбомом группы на сегодняшний день. Он также стал последним альбомом группы на лейбле Aquarius Records. В 2011 году группа выпустила альбом Screaming Bloody Murder на Island Records, который был принят в целом положительно, хотя и не достиг коммерческого успеха своих предшественников. Шестой студийный альбом группы, 13 Voices, был выпущен в 2016 году на лейбле Hopeless Records, после завершения контракта с Island Records. IMPALA наградила альбом двойной золотой наградой за 150,000 проданных копий по всей Европе. Седьмой студийный альбом группы Order in Decline был выпущен 19 июля 2019 года. Это был последний релиз группы на Hopeless Records. Восьмой альбом группы, Heaven :x: Hell, был выпущен 29 марта 2024 года на лейбле Rise Records, который является двойным, с влиянием поп-панка и хэви-метала. Сингл «Landmines» позволил группе спустя более чем два десятилетия снова занять первое место в чарте Billboard Alternative Airplay. 8 мая 2023 года группа объявила, что альбом станет их последним, поскольку после его выхода они расформируются, а также отправятся в мировое турне в качестве хедлайнеров. 30 марта 2025 года произошло их включение в Зал славы канадской музыки.
Sum 41 известны своими продолжительными турне, которые нередко длятся более года и включают более 300 концертов. Группа семь раз была номинирована на главную канадскую премию Juno Awards и дважды побеждала в номинациях «Группа года» в 2003 году и «Рок альбом года» в 2005 году (за альбом Chuck). Песня «Blood In My Eyes» из альбома Screaming Bloody Murder была номинирована на премию Грэмми в категории «Лучшее исполнение хард-рок/метал-композиции». С момента своего образования и до 2016 года Sum 41 были тридцать первым самым продаваемым канадским артистом в Канаде и входили в десятку самых продаваемых канадских групп в Канаде.

## История

### Становление группы и первый EPHalf Hour of Power(1996—2000)
Основателями группы были Дерик Уибли и Стив Джоз, которого Уибли уговорил играть вместе, так как был убеждён, что «он был лучшим барабанщиком». Первоначально Sum 41 были кавер-группой NOFX и назывались Kaspir, но изменили название на Sum 41 для шоу Supernova («Сверхновая звезда») 28 сентября 1996 года. Члены Sum 41 начинали играть в соперничавших группах ещё в средней школе. Дерик Уибли и Стив Джоз за пять лет переиграли во многих группах. Сама группа была основана под влиянием Weezer и Nirvana.
Мы украли Коуна и Дэйва из других групп. Это фактически походило на систематический план уничтожения всех групп в Эйджаксе, таким способом мы разорили много групп и создали лучшую группу, Sum 41.
— рассказывал Стив
Самая первая видеозапись живого выступления группы датируется 28 сентября 1998 года, на шоу Jonopalooza. Эта дата оказалась 41-м днем их летних каникул, что побудило группу сменить название на Sum 41. Из классического состава в группе были только Стив Джоз на барабанах и Дерик Уибли, который играл на гитаре. На вокале был Джон Маршал, который так же играл на гитаре, а иногда и на бас-гитаре. Тогда группа играла песни написанные Джоном. Джон Маршал покинул группу спустя год и начал сольную карьеру под псевдонимом DJ Big Tuna. Нынешний басист Коун присоединился к группе в 1999 году, сменив Марка Спиколака, который впоследствии ушёл играть на бас-гитаре к Аврил Лавин. Самым первым бас-гитаристом в группе был Ричард «Судорога» Рой, он играл в группе в 1996—1998 годах. Его можно увидеть в видео «Bring The Noize!», а единственной записью, на которой можно услышать его игру, стала демо-кассета Rock Out With Your Cock Out (1998). Коун любит рассказывать, что группа выбрала себе название лишь после того, как он к ним присоединился.

Группа познакомилась со своим менеджером и продюсером Грэгом Нори, также ведущим вокалистом группы Treble Charger, в 1996 году на Jonopalooza, и Уибли убедил Нори посмотреть выступление его группы. Нори не был впечатлён песнями группы или оригинальным вокалистом Джоном Маршалом и посоветовал Уибли быть вокалистом вместо него, в результате чего Маршал ушёл. Когда Уибли перешёл на ведущий вокал и ритм-гитару, Дэйв Бэкш, друг Дерика и Стива и сокурсник по средней школе Эксетера, присоединился к ним в качестве ведущего гитариста. До прихода в группу Дэйв уже успел стать виртуозом, т.к. до этого он играл в других коллективах. Само знакомство Дерика и Дэйва было таковымː они познакомились в первый день учёбы в средней школе, и их выгнали из класса из-за того, что они слишком много говорили о музыке. В 1996 году группа выступила на разогреве у Len.

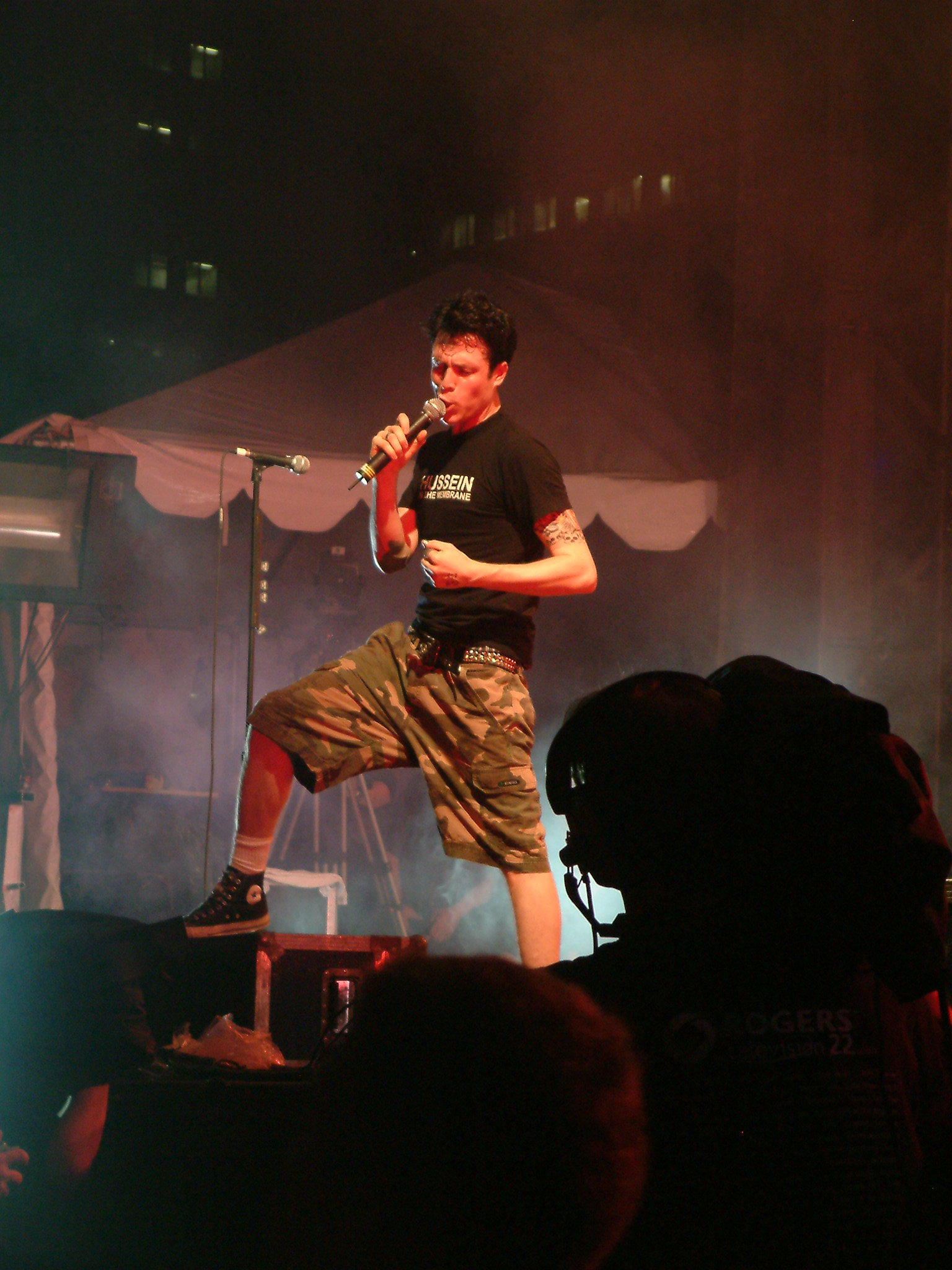
Стив исполняет песню «Pain for Pleasure» на фестивале Bluesfest в Оттаве 7 июля 2003 года

Sum 41 носили с собой повсюду камеру и снимали свои сумасшедшие поступки, например, ограбление пиццерии при помощи водных пистолетов и танец «Makes No Difference» перед театром. Оба этих видео и ряд других можно найти на DVD «Introduction to Destruction» и бонус-DVD «Cross The T’s and Gouge Your I’s», который вышел вместе с диском Does This Look Infected?. В 1998 году участники группы отослали самодельный видеоклип и демозаписи звукозаписывающим компаниям, и ими заинтересовалась Island Records. Компания согласилась подписать группу в 2000 году на волне успеха таких известных панк-групп, как Green Day, Blink-182 и Offspring. 27 июня 2000 года музыканты выпустили первый EP Half Hour of Power. Первым синглом группы стала песня «Makes No Difference», на которую было снято два видеоклипа. Первый клип состоял из видеороликов, которые снимала сама группа, а во второй версии группа пела на домашней вечеринке. Альбом стал платиновым в Канаде.
Half Hour of Power с размаху бьёт вас в нос, а затем смеётся над вами, когда вы валяетесь. У вас трясутся руки, подгибаются ноги, пот застилает глаза, вас увольняют с работы, друзья отворачиваются и в конце концов вы обнаруживаете себя на улице, без одежды, голодным, но скандирующим "Sum 41! Sum 41!", а всё потому, что вы сделали правильный выбор и купили Half Hour of Power.
— Цитата из пресс-релиза Island
После успеха EP группа сразу начала работать над своим первым полноформатным альбомом.

### АльбомыAll Killer No FillerиDoes This Look Infected?(2001—2003)

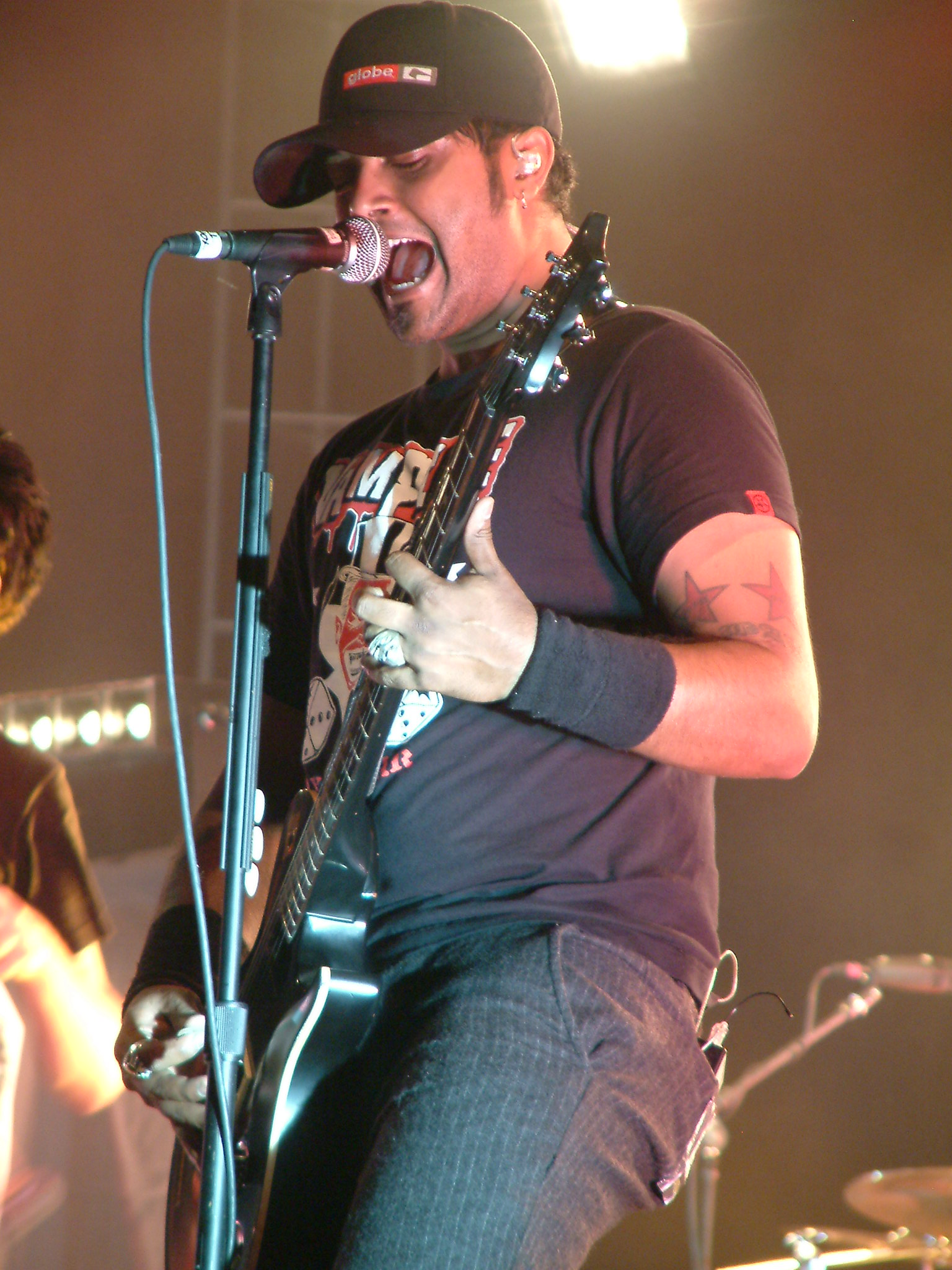
Дэйв 7 июля 2003 года на Bluesfest в Оттаве

Sum 41 выпустили первый альбом All Killer No Filler 8 мая 2001 года. Альбом был очень успешным, в августе 2001 года Американская ассоциация звукозаписывающих компаний объявила что альбом стал платиновым. Первым синглом с этого диска была композиция «Fat Lip», которая стала крупным хитом лета и возглавила американский чарт Billboard Modern Rock Tracks, а также многие другие чарты по всему миру. «Fat Lip» до сих пор является самым успешным синглом группы. Компания Nokia даже объявила, что «Fat Lip» — самая используемая мелодия для мобильного телефона. Этот сингл также входил в трек-лист игры NHL 2002 компании EA Sports вместе с «Makes No Difference». Популярность группы значительно возросла благодаря выступлениям на Warped Tour в этом году. Позже были выпущены 2 других сингла: «In Too Deep» (в комедийном клипе на эту песню группа участвовала в прыжках в воду с трамплина) и «Motivation» (в клипе группа пела песню в мансарде). «In Too Deep» достигла 10 места в Modern Rock Tracks chart, а «Motivation» 24 в том же чарте. Далее вышел клип на песню «Handle This», в котором демонстрировались видео из повседневной жизни группы и записи с концертов. В Billboard 200 альбом достиг 13 строчки и 9 в Canadian Albums Chart. Помимо США альбом стал платиновым в Канаде и Великобритании. Название альбома было взято из первоначальной реакции на альбом Джо Макграта, инженера, работающего в студии.
Большую часть 2001 года Sum 41 провели на гастролях, отыграв в общем сложности более 300 концертов, включая совместные выступления с Blink-182 и The Offspring. Последняя неделя тура была отменена музыкантами в связи с событиями 11 сентября. Песни «Fat Lip» и «In Too Deep» вошли в саундтрек к фильму Американский пирог 2.
В августе 2001 года Sum 41 выступили на концерте по случаю двадцатилетия MTV вместе с Томми Ли и Робертом Хэлфордом, исполнив «Fat Lip», песню Beastie Boys «No Sleep Until Brooklyn» и «Shout at the Devil». В конце года Sum 41 записали шуточную рождественскую песню «Things I Want» с Tenacious D, группой, созданной американскими актёрами Джеком Блэком и Кайлом Гассом.
В 2002 году на MTV Movie Awards группа спела кавер Aerosmith «Walk This Way» вместе с Ja Rule и Nelly.
Позже вышел клип «What We're All About», это изменённая версия песни «Dave’s Possessed Hair/It’s What We’re All About» из мини-альбома Half Hour of Power, в изменённой версии играет соло на гитаре и появляется в клипе Керри Кинг из Slayer. Песня вошла в саундтрек к фильму Человек-паук и звучала в финальных титрах фильма.
26 ноября 2002 года Sum 41 выпустили второй альбом под названием Does This Look Infected?. В новом альбоме Sum 41 изменили свой стиль, их музыка стала немного тяжелее. «Мы не хотим играть музыку, которая всё равно будет звучать, как наш предыдущий альбом, — говорил вокалист группы Дерик Уибли. — Я ненавижу, когда группы повторяют свои песни». Альбом достиг 32-й строчки в чарте Billboard 200 и восьмой строчки в чарте Top Canadian Albums. Он был сертифицирован как платиновый в Канаде и золотой в Соединённых Штатах. Первым синглом стала песня «Still Waiting», которая попала в хоррор-игру ObsCure. Следом за ней группа выпустила сингл «The Hell Song», в клипе которой показывали игрушечные фигурки знаменитостей: Korn, AC/DC, Snoop Dogg, Оззи Осборна, Шэрон Осборн, Памелы Андерсон и группы Kiss. Следующим синглом стала песня «Over My Head (Better Off Dead)»; видео на неё вышло исключительно в Канаде и на веб-сайте группы. Клипы «Still Waiting» и «Over My Head (Better Off Dead)» попали на DVD Sum 41 «Sake Bombs and Happy Endings» (2003). Песня «A.N.I.C.» (Anne Nicole Is a Cunt) посвящена скандально известной модели Анне Николь Смит, на концертах Дерик называет песню «особой песней о любви» (special love song), на самом же деле в ней содержится серия оскорблений.

### АльбомChuckи поездка вДР Конго(2004—2005)
В начале 2004 года группа написала песню о Джордже Буше, которая называлась «Moron» (Придурок) и вышла в виде бонусного трека в альбоме Chuck только в Японии. Также она вошла в политический панк-сборник, Rock Against Bush, Vol. 1, который вышел 20 апреля 2004 года.
В конце мая 2004 года группа поехала в Демократическую Республику Конго вместе с организацией War Child Canada, чтобы снять документальный фильм о гражданской войне в стране. Когда группа приехала в Букаву, прямо перед отелем, где они остановились, началась перестрелка. Музыканты ждали в отеле окончания перестрелки, но она не утихала. Тогда представитель ООН Чарльз «Чак» Пеллетье, также канадец, приказал, чтобы подъехал бронированный транспорт и забрал жителей гостиницы из горячей зоны. Транспорт прибыл почти шесть часов спустя, и музыканты вместе с сорока другими гражданскими лицами были перевезены в безопасное место. Sum 41 назвали свой следующий альбом Chuck в честь Пеллетье, благодаря которому они остались в живых. Документальный фильм всё же был сделан и назван «ROCKED: Sum 41 in Congo», он позже транслировался MTV. War Child издали фильм на DVD 29 ноября 2005 года в Соединённых Штатах и Канаде.

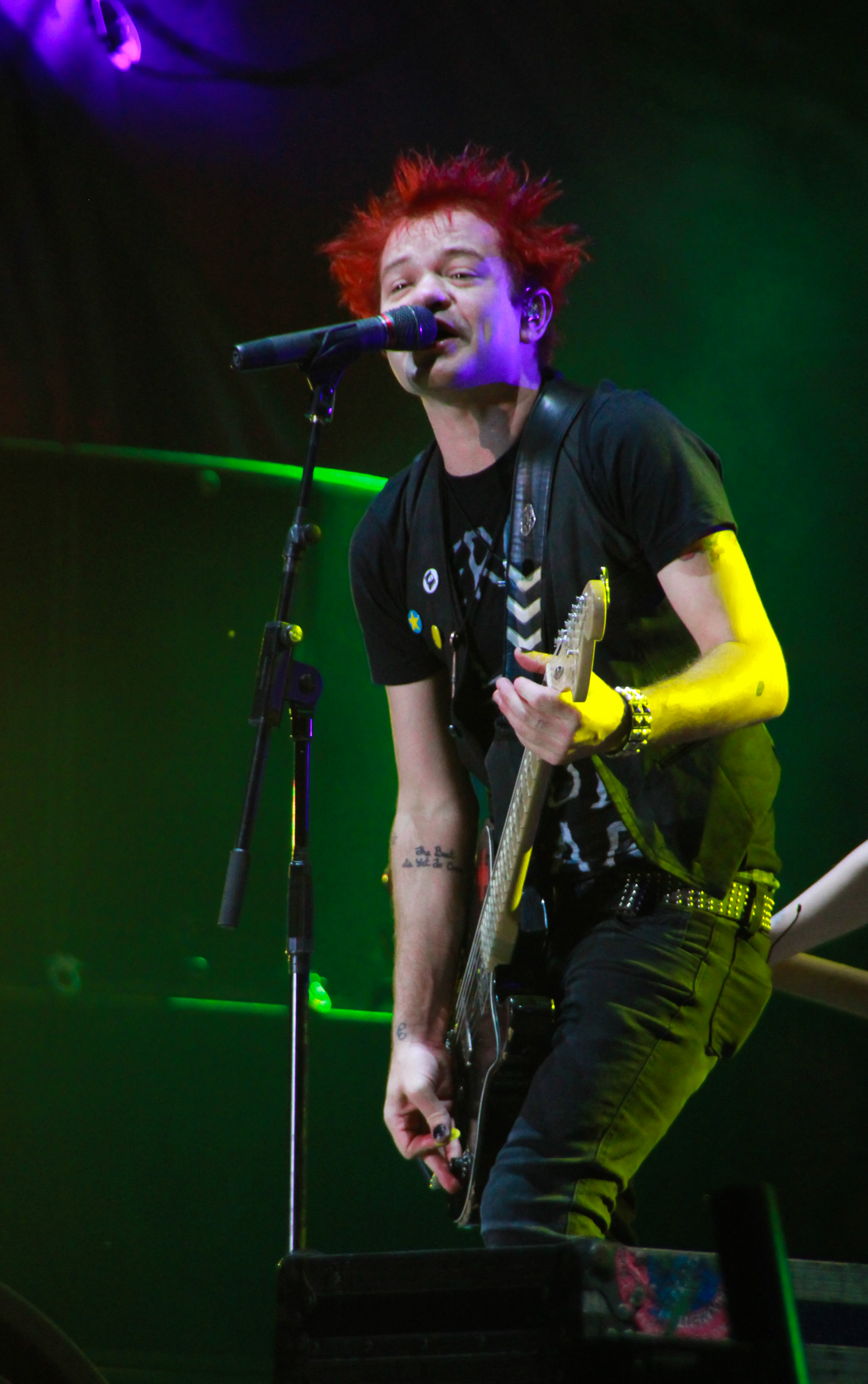
Дерик 2 августа 2012 года на фестивале Kubana в Краснодарском крае

Sum 41 выпустили альбом Chuck 12 октября 2004 года. Это был тяжёлый альбом, который уже имел намного более серьёзный тон, в нём, в отличие от предыдущих альбомов, совсем не было юмора. Первым синглом альбома стала песня «We're All to Blame». Переключение песни от быстрого темпа к медленному передавало поездку группы в Конго: только что всё было мирно и спокойно, а уже в следующее мгновение со всех сторон раздаются выстрелы. Затем вышел клип на песню «Pieces», это была спокойная песня, и она долгое время возглавляла хит-парады в Канаде. Потом вышел клип на песню «Some Say», он был показан только в Канаде и Японии. Последним синглом этого альбома стала песня «No Reason», но клипа на неё снято не было; в Европе и США песня дошла только до 16-го места в хит-парадах. Sum 41 выпустили концертный компакт-диск Happy Live Surprise в Японии 21 декабря 2005 года. Компакт-диск был спродюсирован Дериком и содержал полную запись концерта группы в Лондоне, Онтарио. Тот же самый компакт-диск был выпущен 7 марта 2006 года в Канаде под названием Go Chuck Yourself.
После тура Go Chuck Yourself в поддержку альбома Chuck Sum 41 провели тур вместе с Good Charlotte.

### Уход Бэкша и четвёртый альбомUnderclass Hero(2006—2008)
11 мая 2006 года Дэйв Бэкш объявил о своём уходе из группы Sum 41, чтобы начать работу над новой группой Brown Brigade.
Два года я был в депрессии, и, наконец, понял её причину. Я не могу развиваться как музыкант в узком направлении поп-панк, в котором работает группа Sum 41. Для меня музыка — это не просто способ весело проводить время. Это моя работа, карьера, жизнь. Я хочу постоянно идти вперёд. К сожалению, кроме меня, никто в Sum 41 не стремится к новому. Я постоянно чувствовал, что мне не хватает кислорода.
— слова Дэйва
Бэкш ушёл из-за того, что ему надоело играть панк, он хотел играть настоящий, классический метал. В своей группе Brown Brigade он стал ведущим солистом и гитаристом. Вскоре он основал новую группу — Organ Thieves. Позже группа наняла фронтмена и гитариста Gob Тома Такера, чтобы заменить Бэкша.
12 мая Дерик подтвердил уход Дэйва и сказал, что группа не будет искать четвёртого участника, а концертный гитарист, который заменит Дэйва на время гастролей, не будет фигурировать в клипах, на альбомах и официальных фотосессиях.
17 апреля 2007 года группа выпустила на iTunes первую песню из нового альбома, которая называлась «March of the Dogs» и снова содержала критику президента Джорджа Буша, Дерик описывал её как «…метафору того, каким неэффективным и некомпетентным президентом является Джордж Буш. Он не достоин быть лидером». Также песня столкнулась с негативной политической реакцией из-за радикальной оппозиции. Это привело к тому, что в 2007 году Уибли грозила возможная депортация со стороны лидера меньшинства в Палате представителей. 

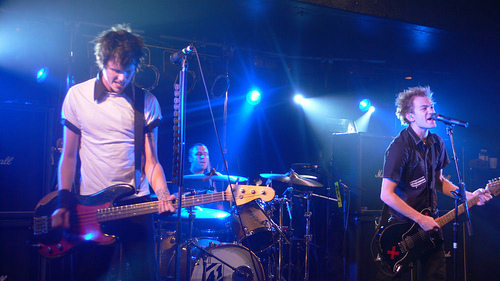
Выступление Sum 41 в клубе Oxygen, 7 марта 2008 год

Запись четвёртого студийного альбома группы, Underclass Hero, началась 8 ноября 2006 года и завершилась 14 марта 2007 года. Альбом «Underclass Hero» был выпущен 24 июля 2007 года. Он стартовал на седьмой позиции в Соединённых Штатах. Вместе с альбомом вышел и клип на песню «Underclass Hero». Действие происходит ночью на побережье Лос-Анджелеса. В нём группа поёт на сцене, а рядом развлекаются 200 человек, среди которых был мужчина, переодетый в букву А (анархия). Припев в «Underclass Hero» точно такой же, как и в «Subject to Change» из альбома Chuck. Альбом был выдвинут на Juno Award в номинации «Рок-альбом года» («Rock Album of the Year»), но награду получили Finger Eleven за альбом Them vs. You vs. Me. На MTV2 20 августа первый раз был показан клип на песню «Walking Disaster», песня, по словам Дерика, рассказывает о его детских годах, о периоде жизни, о котором не осталось хороших воспоминаний. 24 июля группа исполнила песню на «Tonight Show» у Джея Лено на канале NBC. Песня «Underclass Hero» вошла в игру Madden NFL 08. 28 февраля 2008 года на MySpace появился клип на песню «With Me». Sum 41 исполнили её на Джимми Киммел в прямом эфире на канале ABC.
15 сентября 2007 года группа стала хэдлайнером House of Blues с Yellowcard.
В течение октября 2007 года Sum 41 вместе с другой канадской группой Finger Eleven совершили гастроли по Канаде. Разогревающей группой были Die Mannequin, затем выступали Finger Eleven, Sum 41 завершали шоу. Но Дерик Уибли получил травму на концерте, и тур пришлось отменить. После того, как Дерик оправился от травмы, в марте 2008 года группа возобновила тур в поддержку альбома Underclass Hero.

### Официальный приход Такера в группу и альбомScreaming Bloody Murder(2009—2012)
7 августа 2008 года Коун объявил, что все участники группы возьмут небольшой отпуск перед началом работы над следующим альбомом. Коун начал работать над вторым альбомом его группы The Operation M.D.. Стив до конца лета играл в качестве концертного барабанщика у The Vandals. А Дерик отправился в турне по Азии с женой Аврил Лавин. На концертах они вместе исполняли песню группы Sum 41 «In Too Deep». На YouTube можно найти много фанатских записей этой песни с концертов, а позже вышло и официальное видео, где они вместе исполняли эту песню.

26 ноября 2008 года в Японии вышел сборник хитов 8 Years of Blood, Sake, and Tears: The Best of Sum 41 2000-2008. Альбом включает почти все синглы группы, новую песню «Always» и DVD с почти полной коллекцией клипов. В феврале 2009 года группа заявила, что из-за успеха сборника к концу марта в Европе и Канаде планируется выпуск немного изменённый варианта этого диска под названием All the Good Shit. На диске будет отсутствовать живая запись песни «The Hell Song», записанная в Orange Lounge в Торонто. Всё остальное останется неизменённым. 5 июня 2009 года Sum 41 вместе с Кэти Перри выступили в качестве приглашённых звёзд на VII Церемонии награждения Муз-ТВ. Universal Music объявили, что на волне успеха диска Underclass Hero группа должна выпустить новый EP в 2009 году. Недавно Дерик заявил, что новый EP по мере работы над ним превращается в долгожданный новый альбом, работа над которым ведётся с конца 2008 года. Также в 2009 году группа совершит турне в поддержку альбома. 15 февраля 2009 Дерик заявил на официальном сайте, что вместо EP выйдет полный новый студийный альбом. 28 июня 2009 года «Коун» написал на официальном сайте группы, что новый альбом будет выпущен в 2010 году. 20 июля Стиво рассказал в блоге группы о том, что как только они завершат тур с The Offspring, оставшееся время до конца года они собираются заняться своим новым альбомом, в записи которого примет участие новый ведущий гитарист Том Такер. 31 июля 2009 года, в интервью Стив и Коун сказали, что новый альбом будет выпущен приблизительно летом 2010 года, хотя возможно и раньше. В том же интервью, они сказали, что 5 или 6 песен уже готовы. Они также объявили, что запись альбома начнётся 1 ноября. В одном из интервью журналу OK! Дерик сказал что запись альбома ведётся в пригороде Парижа. Он также сказал, что у них уже есть около 15-18 новых песен.

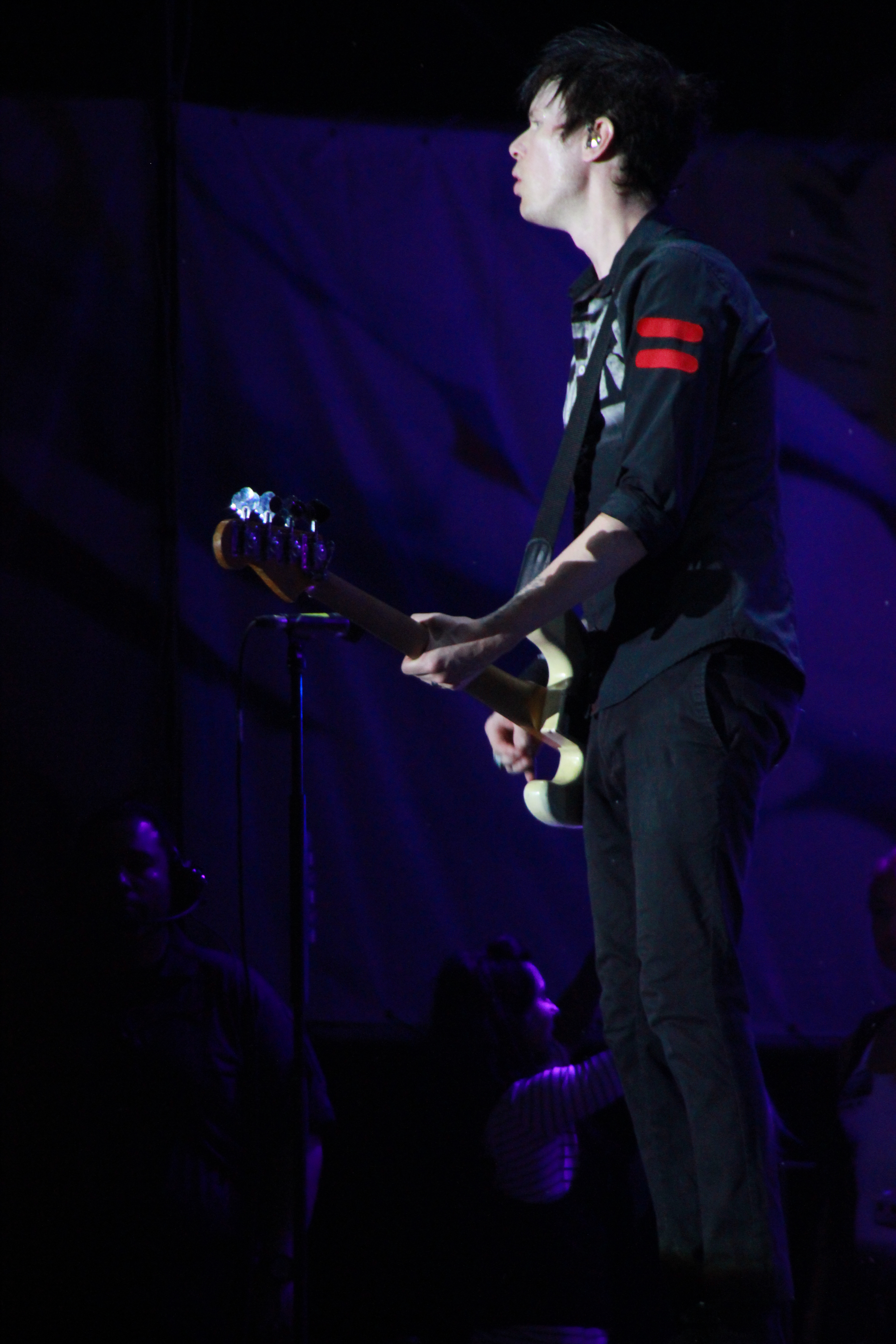
Коун 2 августа 2012 года на фестивале Kubana в Краснодарском крае

5 ноября 2009 года, Дерик написал в блоге группы на MySpace, что продюсером нового альбома будет Джил Нортон, так же было сказано что к альбому написано уже 20 песен. В одном из интервью Том Такер подтвердил названия нескольких песен, это — «Panic Attack», «Jessica Kill» и «Like Everyone Else». Практически всё лето 2010 группа провела на Warped Tour, это их четвёртое выступление на данном фестивале.

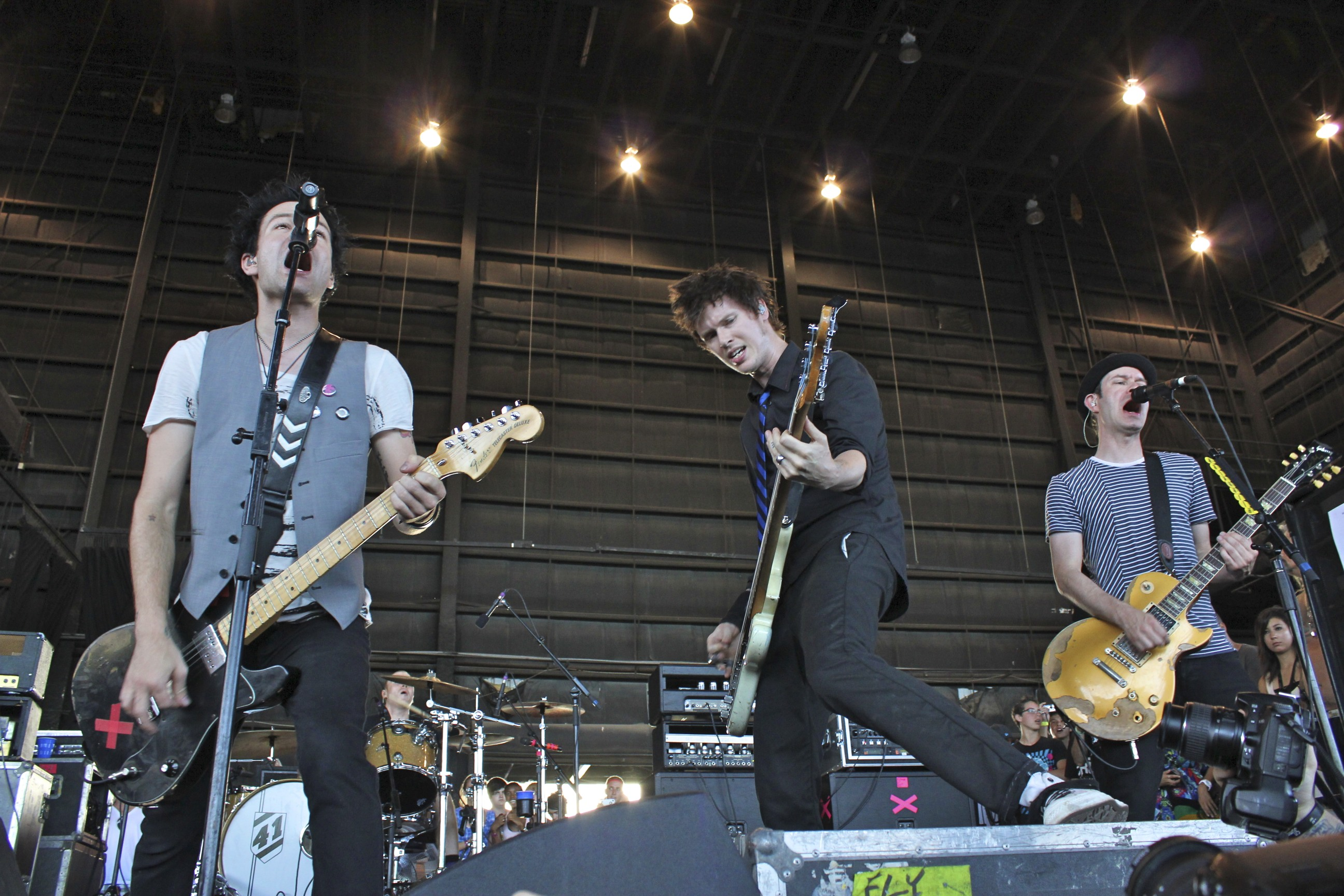
Sum 41 на Warped Tour в 2010 году

17 марта 2010 года группа закончила запись всех музыкальных инструментов для нового альбома в домашней студии Дерика Уибли. Новый студийный альбом получил название Screaming Bloody Murder и вышел 25 марта 2011 года в Австралии, 28 марта — в Европе, 29 марта — в США и Канаде. 6 июля 2010 года группа выложила в интернет первую песню из альбома, она называется «Skumfuk». 8 января 2011 года было объявлено о запланированном на 7 февраля запуске радиосингла «Screaming Bloody Murder».
Я просто писал слова, которые были в моей голове, и это продолжалось настолько долго, что у меня не сохранилось воспоминаний о том, как написаны эти песни — они просто существуют
Как говорит сам Дерик Уибли новый альбом стал более тёмный, но в чём причина этого объяснить затрудняется: «Это очень трудно объяснить, они (песни) могут быть о чём угодно, потому что я даже не знаю, о чём они.» — говорит Дерик в одном из интервью. Сначала новый альбом Sum 41 продюсировал Джил Нортон, но после того как между ним и группой возникли разногласия по поводу видения нового альбома, Дерик сам стал продюсером.
9 августа 2011 года Sum 41 выпустили концертный альбом Live at the House of Blues, Cleveland 9.15.07 – концертную запись шоу, которое состоялось 15 сентября 2007 года в Кливленде, штат Огайо, когда группа гастролировала со своим предыдущим альбомом Underclass Hero. Неделю спустя, когда группа гастролировала по США в рамках Warped Tour, они были вынуждены отменить все оставшиеся концерты, когда Уибли повторно повредил спину после трёх концертов. На официальном сайте группы было объявлено, что они переносят на неопределённый срок все предстоящие даты тура, пока Уибли проходит лечение. В 2011 году Sum 41 была номинирована на премию Грэмми в категории «Лучшее исполнение хард-рок/метал-композиции» за песню «Blood in My Eyes», но проиграла группе Foo Fighters.
В феврале 2012 года группа сняла клип на песню «Blood in My Eyes», третий сингл с альбома, с режиссёром Майклом Макксисом в Лос-Анджелесе. Официально видео было выпущено 10 сентября 2012 года.
С ноября по декабрь 2012 года группа провела тур в честь 10-летия альбома Does This Look Infected?.
26 ноября 2012 года участники группы сообщили, что берут перерыв в гастролях в 2013 году, чтобы начать работу над новым альбомом.

### Уход Джоза, возвращение Бэкша, прибытие Зуммо и альбом13 Voices(2013—2018)
С марта по апрель 2013 года группа совместно с Billy Talent была хедлайнером тура Dead Silence Tour.
18 апреля 2013 года Стив Джоз на официальной странице Facebook заявил, что покидает группу.
После ухода Стива от группы поступало очень мало новостей. В интервью от 7 февраля 2014 года Дерик рассказал, что, возможно, группа нашла нового барабанщика и скоро может появиться новый материал. В мае 2014 года на официальном сайте Дерика Уибли появилась запись, в которой он рассказал о том, как фактически пережил клиническую смерть от острой почечной и печёночной недостаточности, к которой привели годы каждодневного и бесконтрольного злоупотребления алкоголем. От смерти Дерика спасла его девушка, которая отвезла его в госпиталь, когда тот потерял сознание, находясь в собственном доме. Пролежав месяц в госпитале в палате интенсивной терапии, Дерик начал процесс восстановления, пообещав себе и фанатам, что завязал с алкоголем и скоро вернётся на сцену.
Уже 20 ноября 2014 Дерик вернулся на сцену в Лос-Анджелесе, сыграв в качестве гостя вместе с Тодом Морсом и группой Toddsplanet. В конце года стало известно, что Sum 41 начали работу над новым альбомом. 1 апреля 2015 Sum 41 официально объявили о возвращении на сцену в рамках фестиваля Alternative Press Music Awards который пройдёт 22 июля 2015 в Кливленде. 3 июля 2015 года Дерик сыграл свои первые за два с половиной года концерты совместно со своими друзьями в рамках коллектива The Happiness Machines, всего было сыграно 3 концерта, которые прошли 3, 5 и 7 июля в Ориндж-Каунти, Сан-Диего и Лос-Анджелесе, на которых звучали в том числе песни Sum 41. Тогда же стало известно что новым барабанщиком группы станет Фрэнк Зуммо. Примерно в это же время был открыт предзаказ на новый альбом Sum 41.

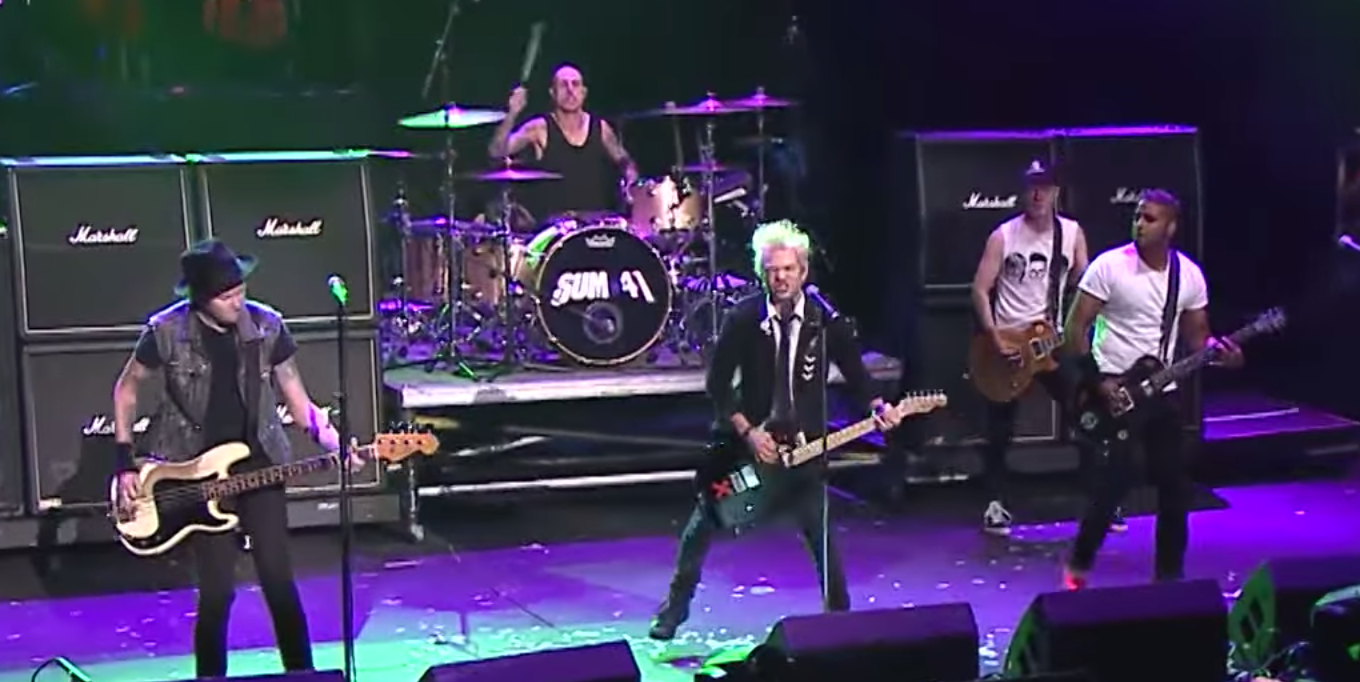
Выступление Sum 41 на APMA, 2015 год. Дэйв Бэкш (пятый по счёту) вернулся в Sum 41, в то время как Фрэнк Зуммо (второй по счёту) был принят в качестве нового барабанщика

В конце июня Sum 41 сделали анонс выступления на фестивале Rock al Parque, который пройдёт в Колумбии с 15 по 17 августа. Выступление на APMA 22 июля 2015 года принесло фанатам ещё одну радостную новость, после почти 10-летнего перерыва на сцену с группой вышел гитарист Дэйв Бэкш. Также с группой выступил DMC. Позже сам Дэйв и Дерик подтвердили, что Бэкш возвращается в группу и будет работать над новым альбомом. Журнал Billboard назвал выступление Sum 41 на APMA лучшим выступлением вечера. В начале августа был анонсирован ещё один концерт в рамках Quebec Expo 2015. В последний день сентября 2015 Sum 41 сделали большой анонс, объявив о своём участии в Kerrang! Tour 2016 в качестве хэдлайнеров. В рамках этого тура, который прошёл в феврале 2016, Sum 41 поучаствовали в целых 8 концертах в разных городах Великобритании.
В марте 2016 года стало известно, что Sum 41 примут участие в крупном фестивале Warped Tour летом 2016 года.
19 апреля 2016 года Дерик опубликовал на своей странице в Facebook запись о том, что завершает новый альбом группы. Выход альбома намечен на 7 октября 2016 года. 29 июня 2016 года Sum 41 выпустили первый сингл из нового, шестого студийного альбома 13 Voices под названием «Fake My Own Death». Одновременно с песней вышел и новый клип, действие которого происходит в Нью-Йорке, а участники группы в нём скрываются от героев популярных интернет-мемов. Эта песня стала первым релизом за последние пять лет, а также первой песней, выпущенной после ухода из группы барабанщика Стива Джоза и возвращения в группу гитариста Дэйва Бэкша.
25 августа 2016 года в сервисах цифровой музыкальной дистрибуции появилась песня «War». Одновременно с этим на YouTube-канале Hopeless Records вышел одноимённый клип. По словам Дерика, эта песня очень личная и много значит для него самого. В тот момент, когда он вышел из комы и у него было два пути: либо вернуться к старой жизни с алкоголем, который непременно его бы убил, либо начать восстановление. Тогда он взял в руки вместо бутылки карандаш и бумагу и начал писать то, что было в его голове. Эта песня была для него самого напоминанием того, что нужно бороться.
28 сентября 2016 года группа выкладывает в открытый доступ очередную песню из нового альбома «God Save Us All (Death to POP)» вместе с музыкальным клипом. Также IMPALA наградила альбом двойной золотой наградой за 150,000 проданных копий по всей Европе.
29 сентября 2016 года было объявлено, что группа станет хэдлайнером тура 2016 Kerrang! Tour. С октября 2016 по август 2017 года группа отправилась в тур Don't Call It a Sum-Back Tour в поддержку 13 Voices. Группа отыграла около 100 концертов в Северной и Южной Америке, Европе, и Азии. Также группа выступила 19 марта 2017 года в России, городе Москва. Группа пригласила фанатов записать клип на песню «Goddamn I'm Dead Again», который был выпущен 3 мая 2017 года. В апреле 2017 года группа выступила одним из хедлайнеров тура Canadian Tour 2017 года с Papa Roach. С апреля по май 2017 года группа выступила одним из хедлайнеров тура We Will Detonate Tour с Pierce the Veil.
22 октября 2017 года на странице группы в Facebook было объявлено, что Уибли начал писать новые песни. Группа отправилась в тур, посвященный 15-летию Does This Look Infected? в 2018 году.

### Order In Decline(2019—2021)
С апреля по май 2019 года группа отправилась в закрытый тур под названием No Personal Space Tour. 23 апреля 2019 года группа объявила в социальных сетях о скором выходе нового альбома. 24 апреля 2019 года они выпустили сингл «Out for Blood» на лейбле Hopeless Records. В тот же день группа также анонсировала свой седьмой студийный альбом Order in Decline, дата выхода которого была назначена на 19 июля 2019 года. 

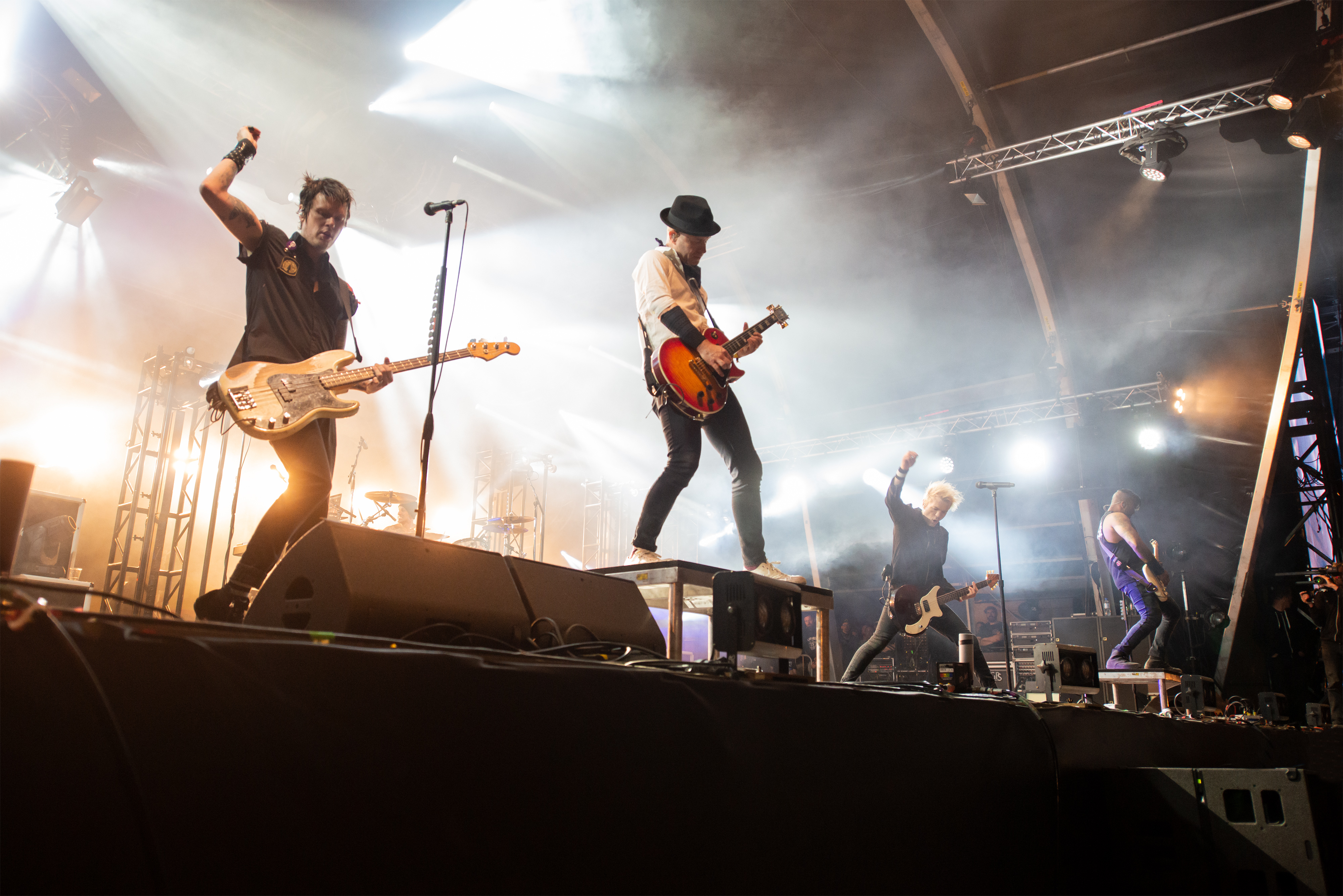
Sum 41 на фестивале Hellfest 2019 года

Второй сингл из альбома «A Death in the Family» был выпущен вместе с музыкальным видео 11 июня 2019 года. 18 июня 2019 года песня «Never There» была выпущена в качестве третьего сингла вместе с видеоклипом. 8 июля 2019 года группа выпустила песню «45 (A Matter of Time)» в качестве четвёртого сингла, а также видеоклип. 18 июля 2019 года группа выступила с попурри из песен Metallica, включая «For Whom The Bell Tolls», «Enter Sandman» и «Master Of Puppets» в студии Sirius XM.
В сентябре 2019 года группа начала североамериканский тур под названием Order in Decline Tour. Помимо поддержки Order in Decline, тур был также проведён в поддержку 15-летия их студийного альбома Chuck. С ноября по декабрь 2019 года группа отправилась в совместный тур с The Offspring. 28 мая 2021 года группа выпустила версию песни «Catching Fire» с участием Nothing,Nowhere, а также музыкальное видео.

### Heaven:x:Hell, роспуск и включение в Зал славы канадской музыки (2022—2025)
22 февраля 2022 года группа объявила о туре по США с группой Simple Plan под названием Blame Canada Tour, который продлится с апреля по август 2022 года.
23 марта 2022 года группа анонсировала свой восьмой студийный альбом Heaven :x: Hell, который будет двойным. По словам вокалиста Дерика Уибли Heaven вернётся к поп-панк звучанию ранней карьеры группы, в то время как Hell будет продолжением более позднего тяжёлого металлического звучания группы.
22 февраля 2023 года было объявлено, что группа выступит на фестивале When We Were Young 22 октября 2023 года.
8 мая 2023 года группа разместила сообщение, в котором сказано, что Sum 41 прекратит своё существование после выпуска альбома Heaven :x: Hell и мирового тура в его поддержку.
Наше участие в Sum 41 с 1996 года принесло нам одни из лучших моментов в нашей жизни. Мы навсегда благодарны нашим фанатам — как старым, так и новым, которые поддерживали нас во всех отношениях. Трудно выразить любовь и уважение, которые испытываем к каждому из вас, и хотим, чтобы мы были первыми, от кого вы услышите это. Sum 41 распадается. Однако мы проведём все запланированные концерты в этом году, и с нетерпением ждём выпуска нашего последнего альбома "Heaven :x: Hell", который завершим финальным мировым туром, чтобы отпраздновать это. Подробности будут объявлены, как только они станут известны. Сейчас мы с нетерпением ждем встречи со всеми вами, дорогие наши «skumfuks», и воодушевлены тем, что будущее принесёт каждому из нас. Спасибо за последние 27 лет Sum 41.
Оригинальный текст (англ.)Being in Sum 41 since 1996 brought us some of the best moments of our lives. We are forever grateful to out fans both old and new, who have supported us in every way. It's hard to articulate the love and respect we have for all of you and we wanted you to hear this from us first. Sum 41 will be disbanding. We will still be finishing all of our current upcoming tour dates this year and we're looking forward to releasing our final album "Heaven :x: Hell", along with a final worldwide headlining tour to celebrate. Details will be announced as soon as we have them. For now, we look forward for seeing all of you skumfuks on the road and are excited for what the future will bring for each of us. Thank you for the last 27 years of Sum 41.
— 

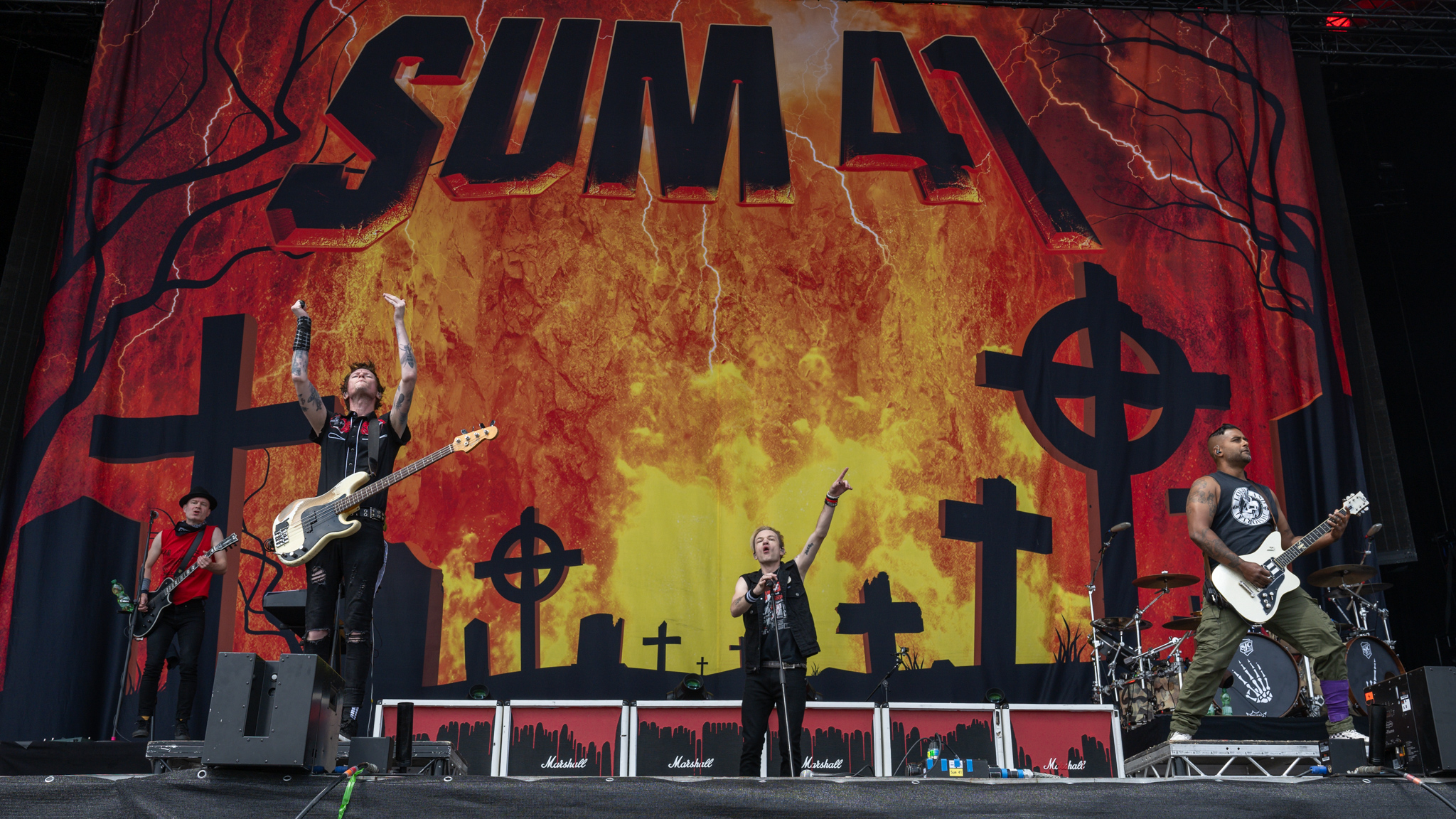
Sum 41 на фестивале Rock im Park 2023 года

19 сентября 2023 года было объявлено, что Уибли был госпитализирован из-за сердечной недостаточности и пневмонии, а также подозрением на COVID-19, что, возможно, отложило выпуск альбома. На следующий день поступило заявление, что он чувствует себя лучше и был выписан из больницы. Несмотря на выписку из больницы, Уибли заявил, что он «ещё не вышел из тупика», но «сохраняет позитивный настрой». 24 сентября группа зарегистрировалась на веб-сайте Laylo, намекая поклонникам сообщением на странице: «Что-то грядет...».
Первый сингл с альбома под названием «Landmines» вышел 27 сентября 2023 года вместе с музыкальным клипом. Сам сингл является частью Heaven, а именно возвращением к стилю «панк». Группа также объявила, что подписала контракт с Rise Records. Второй сингл, «Rise Up», вышел 12 декабря 2023 года вместе с музыкальным клипом. Песня выдержана в стиле более позднего хэви-метал звучания группы, что означает, что она является частью Hell. Также стало известно, что выход альбома запланирован на 29 марта 2024 года.
16 января 2024 года группа объявила даты своего прощального мирового турне, два последних концерта которого состоятся 28 и 30 января 2025 года в Скоушабэнк-арене, Торонто. 1 февраля 2024 года было объявлено, что группа выступит на шоу Джимми Киммел в прямом эфире 8 февраля 2024 года. Во время выступления группа исполнила песню «Landmines». Третий сингл, «Waiting on a Twist of Fate», вышел 22 февраля 2024 года вместе с музыкальным клипом.
Спустя более чем два десятилетия Sum 41 снова заняли первое место в чарте Billboard Alternative Airplay, сингл «Landmines» возглавил список от 9 марта 2024 года, став вторым синглом после «Fat Lip», который достиг этой позиции (такое же достижение позже заработал сингл «Dopamine», в новости Billboard 22 ноября 2024 года).
19 марта 2024 года Дерик Уибли анонсировал, что собирается выпустить мемуары под названием Walking Disaster: My Life Through Heaven and Hell, 8 октября 2024 года. Название книги является отсылкой к песне «Walking Disaster», а также восьмому и последнему альбому группы, Heaven :x: Hell. Музыкальное видео на четвёртый сингл, «Dopamine», вышло 29 марта 2024 года, в день выхода альбома. 11 июня 2024 года на YouTube-канале группы вышло видео с анонсом Дерика Уибли серии историй, которые не попали в его мемуары. Выходят видео под общим названием Walking Disaster Video Podcast.
31 июля 2024 года группа отменила несколько концертов из-за того, что Уибли повредил спину.
27 августа 2024 года Дерик сделал заявление в ответ на слухи, что он может быть частью воссоединения Oasis и Linkin Parkː «До моего сведения дошло, что многие люди думают, что я мог бы присоединиться к воссоединяющейся группе. Но я просто хочу сказать, что, вопреки распространённому мнению, я не присоединяюсь к Oasis... или Linkin Park. Или к любой другой группе, если уж на то пошло.» Что было подмечено, анонс с данным сообщением был объявлен в тот же день, когда закончится некий обратный отсчёт от Linkin Park.
8 октября 2024 года Дерик опубликовал долгожданные мемуары, в которых, среди прочего, утверждалось, что бывший менеджер Sum 41 Грэг Нори в течение нескольких лет подвергал его психологическому и сексуальному насилию. Сам Уибли никогда не рассказывал об этом общественности или своим знакомым.
28 марта 2025 года группа выпустила EP Spotify Singles, включающий в себя новую версию песни «Landmines», а также кавер на песню «Sleep Now In The Fire» группы Rage Against The Machine.
30 марта 2025 года группа будет включена в Зал славы канадской музыки. Также выступление на 54-й церемонии премии Juno Awards станет последним для коллектива. Бывший барабанщик группы, Стив Джоз, также был включён как член группы, но не присутствовал на церемонии. Далее группа выпустила последнее музыкальное видео на песню «Radio Silence», 1 апреля 2025 года.

## Совместные и сторонние проекты

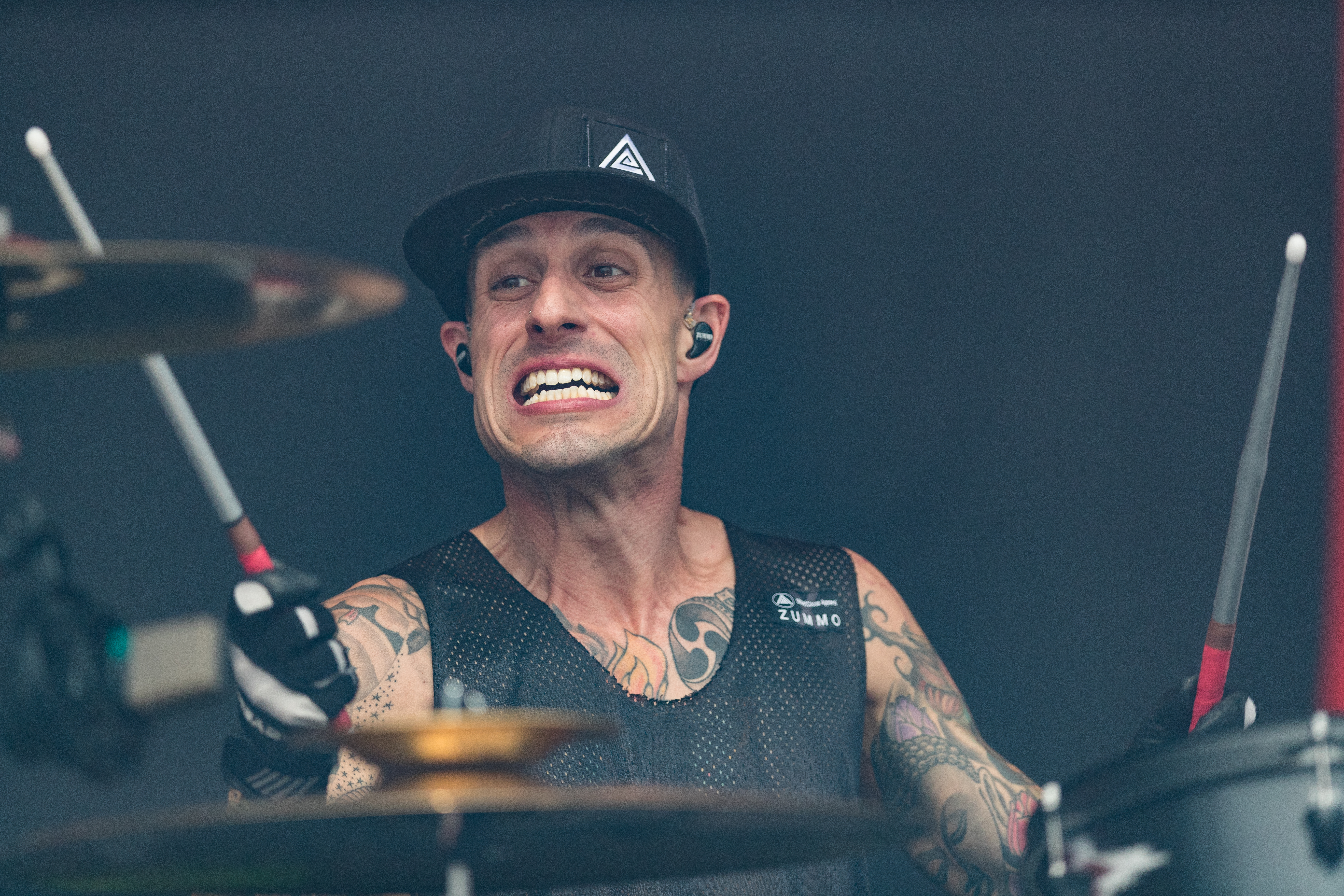
Фрэнк Зуммо на фестивале Rock am Ring 3 июня 2017 года

До выхода альбома Half Hour of Power и вплоть до ухода Дэйва Бэкша и Стива Джоза, Sum 41 иногда выступали во время концертов в качестве альтер эго хэви-метал группы 1980-х годов под названием Pain for Pleasure. Все участники группы надевали парики и переодевались в костюмы пародирующие хэви-метал группы 1980-х. Группа Pain for Pleasure снялась в клипах Sum 41 на песни «Fat Lip» и «We're All to Blame» и имела как минимум одну песню на каждом из первых трёх релизов группы. Самой известной песней группы под псевдонимом Pain for Pleasure является одноимённая песня из альбома All Killer No Filler, трек, который остаётся основным во время живых выступлений группы, с барабанщиком Стивом Джозом на вокале. Во время тура Don't Call It a Sum-Back Tour в 2017 году Pain for Pleasure исполнили эту песню в конце своего выступления, причём гитарист Том Такер заменил Джоза в качестве вокалиста.
Sum 41 сотрудничали со многими другими артистами, как вживую, так и в студии, включая: Tenacious D, Ludacris, Игги Поп, Unwritten Law, Treble Charger, Майк Шинода, Gob, Томми Ли, Роб Хэлфорд, Керри Кинг, Metallica, Ja Rule, Nothing,Nowhere и Simple Plan. В разное время у Sum 41 были совместные туры с Bowling for Soup, Good Charlotte, Yellowcard, Simple Plan, Billy Talent, The Offspring, Iron Maiden и Linkin Park.
Вскоре после тура в поддержку альбома Does This Look Infected? Игги Поп предложил группе принять участие в работе над его альбомом Skull Ring. Дерик помог написать первый сингл «Little Know It All», и на шоу Девида Леттермана (англ. Late Show with David Letterman) Игги Поп вместе с Sum 41 её исполнили. Позже Игги сказал, что выбрал Sum 41, потому что «они парни с яйцами». После выступления 11 сентября 2005 года в Квебеке, группа взяла перерыв в гастролях, хотя 17 апреля 2006 года Sum 41 выступили на трибьюте Игги Попа, присоединившись к Игги на сцене для исполнения песен «Little Know It All» и «Lust For Life».
6 мая 2003 года Sum 41 выступили на открытии программы MTV Icon, посвящённой Metallica, и исполнили их песню Master of Puppets. В начале 2004 года песня группы «Moron» появилась в панк-сборнике Rock Against Bush, Vol. 1 (позже эта песня вошла в японское издание альбома Chuck), также в сборнике были песни и таких групп, как Anti-Flag, Against Me!, The Offspring, The Ataris, Rise Against, Ministry, NOFX и другие.
В 2006 году Sum 41 приняли участие в записи альбома, посвящённого Джону Леннону с кавер-версиями его песен. Также в записи приняли участие Аврил Лавин, Black Eyed Peas, Deftones и Duran Duran. В том же году СМИ сообщили о готовящемся выходе документального фильма «Панк-рок жив», в нём рассказывается о панк-сцене, начиная с 1976 года. В фильме, кроме Sum 41, приняли участие такие группы, как NOFX, Bad Religion, Anti-Flag, The Ataris, Tsunami Bomb. Фильм вышел в 2007 году.
Во время паузы между концертными турами Дерик сосредоточился на продюсировании двух песен для альбома Аврил Лавин The Best Damn Thing, в записи которого принял участие Джоз. Джоз записал своё первое видео в качестве режиссёра для канадской группы The Midway State. Коун вместе с Тоддом Морсом из H2O организовали группу The Operation M.D. и выпустили дебютный альбом We Have an Emergency в начале 2007 года. Первый клип группы на песню «Sayonara» режиссировал Джоз. Коун пел всего в трёх песнях, на всех остальных композициях был вокал Морса. Позже вышел второй клип на песню «Someone Like You», эту песню исполнял уже Коун, а режиссёром снова стал Стив Джоз.
В 2008 году Sum 41 вместе с такими панк-рок-группами, как Pennywise, The Vandals, Bowling For Soup отыграли несколько концертов в туре по Австралии.
В 2022 году группа Simple Plan выложила сингл «Ruin My Life», который был записан вместе с Дериком Уибли.

## Видео группы в Интернете

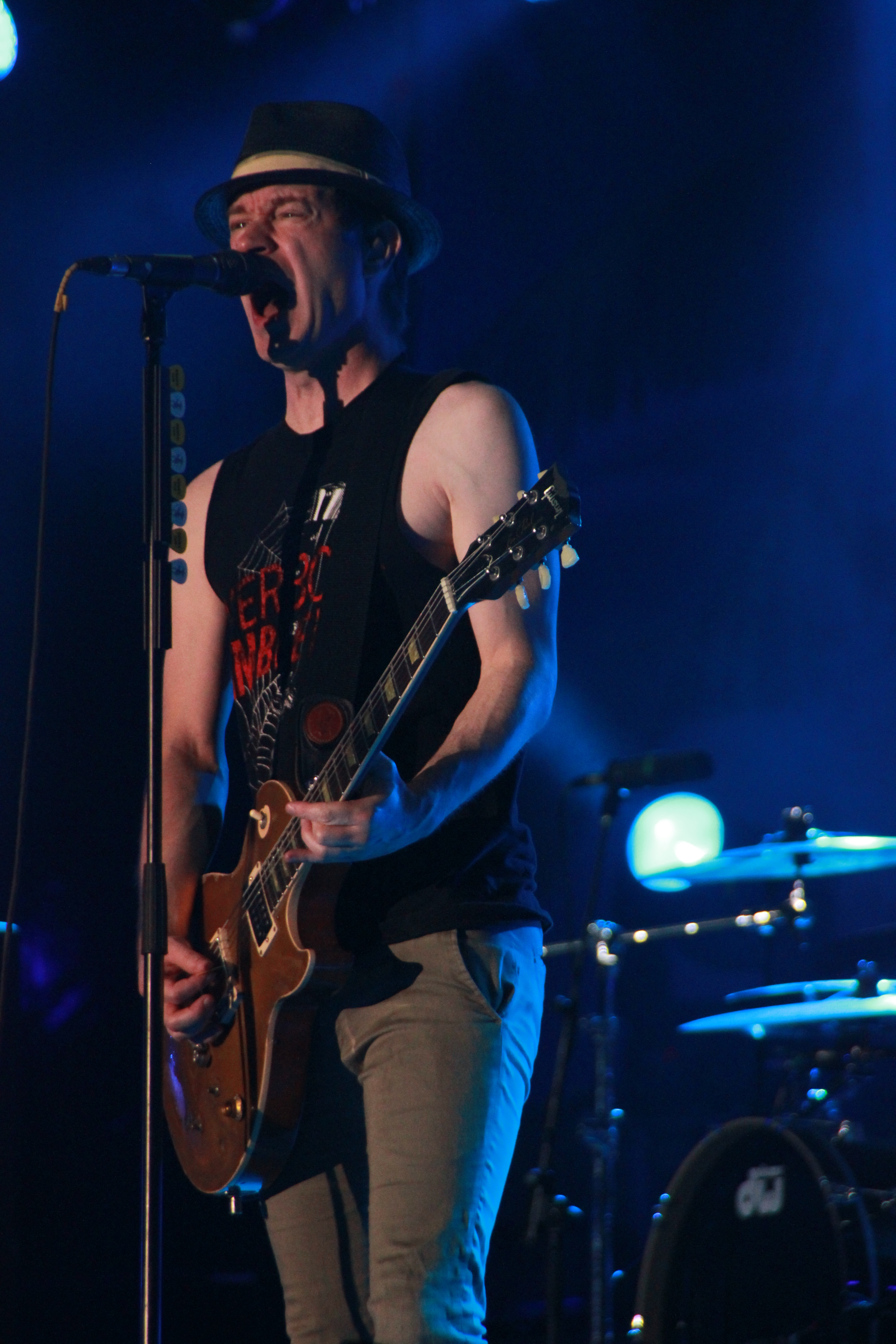
Том Такер 2 августа 2012 года на фестивале Kubana в Краснодарском крае

Когда Sum 41 поехали в тур в поддержку альбома Chuck, они записывали комедийные пятиминутные видеоролики под общим названием «Не для детей». Например, Basketball Butcher, в котором по сюжету Стив и Коун играют в баскетбол. Стив проигрывает Коуну и избивает того до смерти кроссовкой, а потом приносит его домой и расчленяет, а в конце ролика к Стиву приходят Дерик и Дэйв и съедают Коуна. В другом видео, 1-800-Justice, Коун и Стив играют двух братьев- наркодилеров, а Дэйв и Дерик — полицейских. В видео «Stache» сюжет разворачивается вокруг усов. Стив решает отрастить себе усы. Когда усы вырастают, они начинают по ночам контролировать мозг Стива и заставляют его убивать своих друзей. Стив пытается сбрить усы, но они тут же вырастают опять. После того, как Стив убивает двух человек, полиция прибывает в его квартиру. Он решает покончить жизнь самоубийством и выпрыгивает в окно. Коун, играющий полицейского, смотрит на его тело, оборачивается к камере лицом, и на его лице те же самые усы.
Начиная с 2003 года, Sum 41 записывали на обычную камеру свои шутки и просто интересные сюжеты. Потом они выпустили в Интернете серию видео роликов под общим названием «Road to Ruin». Каждый раз начинаются они с того, что Стив, Дерик и Коун рассказывают о событиях, которые будут показаны в ролике. В роликах Стив и Дерик напиваются, ходят по стрип-клубам, включают в отеле пожарную тревогу, брызгают друг в друга из огнетушителя, как на одном из их концертов появляется Чак (в честь которого был назван их четвёртый альбом) и так далее.

## Стиль музыки, влияния и наследие
Стиль группы определяют как панк-рок, поп-панк, скейт-панк, хэви-метал, альтернативный рок, альтернативный метал, мелодик-хардкор, трэш-метал, поп-рок, панк-метал, ню-метал, арена-рок и хард-рок. Влияние на раннюю музыку Sum 41 оказали Beastie Boys, что особенно заметно в альбоме All Killer No Filler, смесь панка и рэпа хорошо прослеживается в песнях «Fat Lip» и «What We're All About». Более поздняя музыка (альбом Does This Look Infected?) имела более тяжёлое звучание, как говорили сами музыканты, на них оказали влияние The Offspring и Iron Maiden. В песне «Fat Lip» строчка «Maiden and Priest were the gods that we praised» как раз относится к Iron Maiden и Judas Priest. Стиль альбома Chuck стал ещё ближе к металу в духе Metallica. Позже Sum 41 говорили о влиянии таких групп, как The Beatles и Oasis. Хотя сами Oasis всегда говорили, что ненавидят Sum 41.
Я счастлив, что дожил до того момента, когда услышал самую отстойную группу.
— Ноэл Галлахер (Oasis) о Sum 41
Несмотря на это, в 2007 году во время программы «Pepsi Smash» Дерик Уибли спел песню группы Oasis «Morning Glory».
Также на Sum 41 оказали влияние такие исполнители, как Weezer, Slayer, The Police, Devo, Megadeth, Pennywise, Refused, Ramones, Rancid, No Use for a Name, the Vandals, Anthrax, Carcass, Dio, Foo Fighters, Green Day, NOFX, Lagwagon, Face to Face, Nirvana, Элвис Костелло, Run–D.M.C., Rob Base & DJ E-Z Rock и Guns N' Roses.
Ранний музыкальный стиль группы часто сравнивался с Blink-182 и Green Day. Sum 41 также большие поклонники Air Supply и The Rolling Stones, на Sessions@AOL в 2008 году среди песен Sum 41 Дерик Уибли исполнил песню The Rolling Stones «Mother’s Little Helper». Поздняя музыка Sum 41 является предметом споров из-за сложной комбинации различных стилей и намного более зрелого, серьёзного и тяжёлого звучания. Такие песни, как «Fat Lip», «Over My Head (Better Off Dead)», «Still Waiting», «Thanks For Nothing», «No Reason», «We're All to Blame», «Moron», и «March of the Dogs» известны политизированной лирикой. Так, песня «Moron» попала на панк-сборник Rock Against Bush, Vol. 1, главной темой которого была критика как лично президента Буша так и политики США в целом. Песня «45 (A Matter of Time)» содержит критику тогдашнего президента США Дональда Трампа. А «March of the Dogs» вызвала споры о ещё не вышедшем в то время альбоме Underclass Hero, Sum 41 стали сравнивать с Green Day из-за политической направленности песни (а трек «The Jester» продолжает песню «March of the Dogs»). «Underclass Hero» — песня о классовой борьбе, а «Dear Father» об отсутствующем отце Уибли.
Музыкальный стиль группы постоянно менялся от альбома к альбому. Мини-альбом группы Half Hour of Power описывается как поп-панк и скейт-панк. Альбому All Killer No Filler приписывали жанры поп-панк и скейт-панк (за исключением песни «Pain for Pleasure», которая представляет собой хэви-метал). Does This Look Infected? представлял собой смесь таких жанров как панк-рок, поп-панк, мелодик-хардкор, хоррор-панк, и хэви-метал. Chuck сильно отошёл от своих поп-панковых истоков, в звучание под влиянием хэви-метала и хардкор-панка, и был классифицирован критиками как альтернативный метал, трэш-метал и мелодик-хардкор. Underclass Hero был возрождением поп-панк стиля группы, однако отличался от их ранних работ интенсивным использованием акустических гитар, сложными вокальными гармониями, фортепиано и органа. Screaming Bloody Murder привёл к тому, что группа повернула в гораздо более мрачном направлении. В звуковом плане это было возвращение к металу, в то же время включающее элементы гаражного рока и, в некоторых песнях, прогрессивного рока. Альбомы 13 Voices и Order in Decline показали, что группа продолжила движение в более тяжелом направлении, включив элементы хардкор-панка, металкора и трэш-метала. Эти альбомы были классифицированы критиками как альтернативный метал и мелодик-хардкор. Последний альбом Sum 41, Heaven: x: Hell, является двойным альбомом, который включает в себя как возвращение к раннему звучаю в начале карьеры группы (поп-панк), так и продолжение более позднего (хэви-метал). Этот альбом также был описан как скейт-панк, альтернативный рок и альтернативный метал.
В ноябрьском интервью 2004 года Дерик Уибли сказал: «Мы даже не считаем себя панками. Мы просто рок-группа. Мы хотим делать что-то другое. Мы хотим заниматься своим делом. Именно такой музыка всегда была для нас». Дэйв Бэкш повторил слова Уибли, заявив: «Мы просто относим себя к року... Это легче сказать, чем панк, особенно в окружении всех этих грёбаных детей, которые думают, что знают, что такое панк. То, что было основано на отсутствии каких-либо правил, имеет, вероятно, один из самых строгих грёбаных сводов правил в мире».
Сами Sum 41 оказали влияние на таких исполнителей, как 5 Seconds of Summer, Seaway, Dune Rats, Marshmello, PVRIS, Trash Boat, Neck Deep, the Vamps, Bully, Waterparks, ROAM и Blik.

## Судебное разбирательство
В 2004 году Майкл Судор (Michael Sudore) подал в суд на Sum 41 на сумму 6 миллионов долларов. Он обвинил участников группы в том, что они бросили в него хот-догом и засняли это на скрытую камеру. Якобы, это видео появилось на DVD-приложении к альбому Does This Look Infected?. Как он утверждал, он испытал психологическую травму, а в связи с тем, что его имя ассоциируется с Sum 41, это отрицательно сказывается на его бизнесе. Дело Судор проиграл.

## Награды и номинации
| Год  | Номинируемая работа      | Категория                                                         | Результат |
| ---- | ------------------------ | ----------------------------------------------------------------- | --------- |
| 2001 | Sum 41                   | Juno Award – Best New Group                                       | Номинация |
| 2001 | «Makes No Difference»    | MuchMusic Video Award – People's Choice: Favorite Canadian Group  | Победа    |
| 2001 | «Fat Lip»                | MTV Video Music Award – Best New Artist in a Video                | Номинация |
| 2002 | Sum 41                   | Juno Award – Best Group                                           | Номинация |
| 2002 | All Killer No Filler     | Juno Award – Best Album                                           | Номинация |
| 2002 | «In Too Deep»            | MuchMusic Video Award – MuchLoud Best Rock Video                  | Победа    |
| 2003 | Sum 41                   | Juno Award – Group Of The Year                                    | Победа    |
| 2003 | Sum 41                   | Kerrang! Award – Best Live Act                                    | Номинация |
| 2004 | Sum 41                   | Canadian Independent Music Awards – Favorite Rock Artist/Group    | Номинация |
| 2004 | «Still Waiting»          | Canadian Independent Music Awards – Favorite Single               | Номинация |
| 2004 | Does This Look Infected? | Juno Award – Rock Album of the Year                               | Номинация |
| 2004 | Sum 41                   | Woodie Award – The Good Woodie (Greatest Social Impact)           | Победа    |
| 2005 | Chuck                    | Canadian Independent Music Awards – Favorite Album                | Номинация |
| 2005 | Sum 41                   | Juno Award – Group of the Year                                    | Номинация |
| 2005 | Chuck                    | Juno Award – Rock Album of the Year                               | Победа    |
| 2005 | «Pieces»                 | MuchMusic Video Award – People's Choice: Favourite Canadian Group | Номинация |
| 2008 | «With Me»                | MuchMusic Video Award – MuchLOUD Best Rock Video                  | Номинация |
| 2008 | Underclass Hero          | Juno Award – Rock Album of the Year                               | Номинация |
| 2008 | «Underclass Hero»        | MTV Video Music Awards Japan – Best Group Video                   | Номинация |
| 2012 | «Blood in My Eyes»       | Премия «Грэмми» за лучшее хард-рок/метал-исполнение               | Номинация |
| 2016 | Sum 41                   | Kerrang! Award – Best Live Act                                    | Номинация |
| 2016 | Sum 41                   | Kerrang! Award – Best Fanbase                                     | Номинация |
| 2017 | Фрэнк Зуммо              | Alternative Press Music Awards – Best Drummer                     | Победа    |
| 2017 | «Fake My Own Death»      | Alternative Press Music Awards – Best Music Video                 | Номинация |
| 2017 | Sum 41                   | Alternative Press Music Awards – Artist Of The Year               | Номинация |
| 2020 | Order in Decline         | Juno Award – Rock Album of the Year                               | Номинация |

## Дискография

### Студийные альбомы
| Год  | Альбом                                                                   | Пиковая позиция в чартах | Пиковая позиция в чартах | Пиковая позиция в чартах | Пиковая позиция в чартах | Пиковая позиция в чартах | Пиковая позиция в чартах | Пиковая позиция в чартах | Пиковая позиция в чартах | Пиковая позиция в чартах | Пиковая позиция в чартах | Продажи |
| Год  | Альбом                                                                   | Канада                   | Австралия                | Австрия                  | Бельгия                  | Франция                  | Германия                 | Япония                   | Швейцария                | Великобритания           | США                      | Продажи |
| ---- | ------------------------------------------------------------------------ | ------------------------ | ------------------------ | ------------------------ | ------------------------ | ------------------------ | ------------------------ | ------------------------ | ------------------------ | ------------------------ | ------------------------ | --- |
| 2001 | All Killer No Filler - Дата выхода: 8 мая 2001 - Лейбл: Aquarius         | 9                        | 33                       | 19                       | 11                       | 25                       | 29                       | 50                       | 39                       | 7                        | 13                       | - Канада: 3× Платиновый - Австралия: Золотой - Япония: Золотой - Великобритания: Платиновый - США: Платиновый              |
| 2002 | Does This Look Infected? - Дата выхода: 26 ноября 2002 - Лейбл: Aquarius | 8                        | 56                       | 49                       | 49                       | 28                       | 58                       | 12                       | 17                       | 39                       | 32                       | - Канада: Платиновый - Франция: Золотой - Япония: Платиновый - Великобритания: Золотой - США: Золотой - Швейцария: Золотой |
| 2004 | Chuck - Дата выхода: 12 октября 2004 - Лейбл: Aquarius                   | 2                        | 13                       | 35                       | 84                       | 9                        | 32                       | 2                        | 14                       | 59                       | 10                       | - Канада: 2× Платиновый - США: Золотой - Япония: Золотой                                                                   |
| 2007 | Underclass Hero - Дата выхода: 24 июля 2007 - Лейбл: Aquarius            | 1                        | 22                       | 8                        | 85                       | 17                       | 10                       | 2                        | 9                        | 46                       | 7                        | - Канада: Платиновый - Япония: Золотой                                                                                     |
| 2011 | Screaming Bloody Murder - Дата выхода: 29 марта 2011 - Лейбл: Island     | 9                        | 16                       | 23                       | 75                       | 25                       | 23                       | 7                        | 21                       | 66                       | 31                       | - Канада: Золотой |
| 2016 | 13 Voices - Дата выхода: 7 октября 2016 - Лейбл: Hopeless                | 6                        | 13                       | 13                       | 38                       | 51                       | 9                        | 17                       | 14                       | 16                       | 22                       | - IMPALA: 2x Золотой |
| 2019 | Order in Decline - Дата выхода: 19 июля 2019 - Лейбл: Hopeless           | 13                       | 55                       | 11                       | 21                       | 29                       | 9                        | 43                       | 7                        | 29                       | 60                       | |

### Синглы
| 2000                                                                                               | «Makes No Difference»            | —  | 26 | —  | —  | —  | —  | —  | —  | —   | —   |    | 32 |                              | Half Hour of Power                    |
| 2001                                                                                               | "Fat Lip"                        | —  | ×  | 58 | 41 | 69 | 16 | 30 | 51 | 8   | 66  |    | 1  | - Великобритания: Серебряный | All Killer No Filler                  |
| 2001                                                                                               | «In Too Deep»                    | —  | ×  | 29 | 36 | 69 | 12 | —  | 87 | 13  | —   |    | 10 | - Великобритания: Платиновый | All Killer No Filler                  |
| 2002                                                                                               | «Motivation»                     | —  | ×  | —  | —  | —  | 40 | —  | —  | 21  | —   |    | 24 |                              | All Killer No Filler                  |
| 2002                                                                                               | «Handle This»                    | —  | ×  | —  | —  | —  | —  | —  | —  | —   | —   |    | —  |                              | All Killer No Filler                  |
| 2002                                                                                               | «It's What We're All About»      | —  | ×  | 63 | —  | 91 | 23 | 30 | 43 | 32  | —   |    | —  |                              | Music from and Inspired by Spider-Man |
| 2002                                                                                               | «Still Waiting»                  | —  | ×  | 43 | 49 | 90 | 20 | 21 | 97 | 16  | 106 |    | 7  |                              | Does This Look Infected?              |
| 2003                                                                                               | «The Hell Song»                  | —  | ×  | 76 | 59 | —  | 31 | 37 | —  | 35  | —   |    | 13 | - США: Золотой               | Does This Look Infected?              |
| 2003                                                                                               | «Over My Head (Better Off Dead)» | —  | ×  | 62 | —  | —  | —  | —  | —  | —   | —   |    | —  |                              | Does This Look Infected?              |
| 2004                                                                                               | «We're All to Blame»             | —  | 12 | —  | —  | —  | —  | —  | —  | —   | —   | 36 | 10 |                              | Chuck                                 |
| 2005                                                                                               | «Pieces»                         | —  | 2  | —  | —  | 84 | —  | —  | —  | —   | 107 |    | 14 |                              | Chuck                                 |
| 2005                                                                                               | «Some Say»                       | —  | 12 | —  | —  | —  | —  | —  | —  | —   | —   |    | —  |                              | Chuck                                 |
| 2005                                                                                               | «No Reason»                      | —  | —  | —  | —  | —  | —  | —  | —  | —   | —   |    | —  |                              | Chuck                                 |
| 2007                                                                                               | «Underclass Hero»                | 33 | 8  | 76 | —  | 76 | —  | —  | —  | 188 | 116 |    | 34 |                              | Underclass Hero                       |
| 2007                                                                                               | «Walking Disaster»               | —  | 24 | —  | —  | —  | —  | —  | —  | —   | —   |    | 26 |                              | Underclass Hero                       |
| 2008                                                                                               | «With Me»                        | 37 | 35 | —  | —  | —  | —  | —  | —  | —   | —   |    | —  |                              | Underclass Hero                       |
| 2011                                                                                               | «Screaming Bloody Murder»        | 72 | 12 | —  | —  | —  | —  | —  | —  | —   | —   |    | 37 |                              | Screaming Bloody Murder               |
| 2011                                                                                               | «Baby, You Don't Wanna Know»     | —  | 23 | —  | —  | —  | —  | —  | —  | —   | —   |    | —  |                              | Screaming Bloody Murder               |
| 2016                                                                                               | «War»                            | —  | 22 | —  | —  | —  | —  | —  | —  | —   | —   |    | —  |                              | 13 Voices                             |
| 2019                                                                                               | «Out for Blood»                  | —  | 10 | —  | —  | —  | —  | —  | —  | —   | —   | 16 | —  |                              | Order in Decline                      |
| 2019                                                                                               | «A Death in the Family»          | —  | —  | —  | —  | —  | —  | —  | —  | —   | —   |    | —  |                              | Order in Decline                      |
| 2019                                                                                               | «Never There»                    | —  | —  | —  | —  | —  | —  | —  | —  | —   | —   | 32 | —  |                              | Order in Decline                      |
| 2019                                                                                               | «45 (A Matter of Time)»          | —  | —  | —  | —  | —  | —  | —  | —  | —   | —   |    | —  |                              | Order in Decline                      |
| "—" релиз который не попал в график "×" период когда графики не существовали или не архивировались |                                  |    |    |    |    |    |    |    |    |     |     |    |    |                              |                                       |

## Туры

### В качестве основного хедлайнера
- Tour of the Rising Sum (2001)[372]
- Sum Like it Loud Tour (2002)[373]
- Sum on Your Face Tour (2002–2003)[374]
- Go Chuck Yourself Tour (2005)[375]
- Screaming Bloody Murder Tour (2011)[376]
- Does This Look Infected?: 10th Anniversary Tour (2012)[107]
- Don't Call It a Sum-Back Tour (2016–2017)[143]
- Does This Look Infected?: 15th Anniversary Tour (2018)[151]
- No Personal Space Tour (2019)[152]
- Order In Decline Tour (2019)[377]
- Chuck: 15th Anniversary Tour (2019)[378][379]
- Tour of the Setting Sum (2024–2025)[193]

### В качестве одного из хедлайнеров
- 2004 North American Tour (вместе с Good Charlotte) (2004)[380]
- For One Night Only (вместе с Yellowcard) (2007)[82]
- Strength in Numbers Tour (вместе с Finger Eleven) (2007)[381]
- 2008 Australian Tour (вместе с Pennywise) (2008)[382]
- Dead Silence Tour (вместе с Billy Talent) (2013)[111]
- 2017 Canadian Tour (вместе с Papa Roach) (2017)[148]
- We Will Detonate Tour (вместе с Pierce the Veil) (2017)[149]
- 2019 Canadian Tour (вместе с The Offspring) (2019)[164]
- Blame Canada Tour (вместе с Simple Plan) (2022)[166]
- Let the Bad Times Roll Tour (вместе с The Offspring и Simple Plan) (2023)[383][384]

### На разогреве
- Conspiracy of One Tour (для The Offspring) (2001)[385]
- Carnival of Sins Tour (для Mötley Crüe) (2005)[386]
- Shit Is Fucked Up Tour (для The Offspring) (2009)[387]
- One More Light World Tour (для Linkin Park) (2017)[388]

### Передвижные туры
- Warped Tour (2000-2001,[389] 2003,[390] 2007,[391] 2010-2011,[392] 2016,[393] 2019[394])
- Campus Invasion Tour (2001)[395]
- Eastpak Antidote Tour (2010)[396]
- Kerrang! Tour (2016)[397]

## Состав группы
- Дерик Уибли – вокал, ритм-гитара (с 1998), клавишные (с 2004), соло-гитара (1996–1998, 2006–2007),[128] бэк-вокал (1996–1998)
- Дэйв Бэкш – соло-гитара, бэк-вокал (1997–2006; с 2015)[42]
- Джейсон МакКэслин – бас-гитара, бэк-вокал (с 1999)[128]
- Том Такер – ритм- и соло-гитара, клавишные, бэк-вокал (с 2009; как туровый участник 2007-2009)[23][128]
- Фрэнк Зуммо – ударные, перкуссия, иногда бэк-вокал (с 2015)[128]

### Нынешний состав группы
| |  |  |  |  |
| Текущий состав Sum 41. Выступление на Rock im Park 2023 года. Слева направо: Дерик Уибли (вокал, гитара, клавишные), Дэйв Бэкш (гитара, бэк-вокал), Джейсон МакКаслин (бас-гитара, бэк-вокал), Том Такер (гитара, клавишные, бэк-вокал) и Фрэнк Зуммо (барабаны) |  |  |  |  |